# Криминальный авторитет

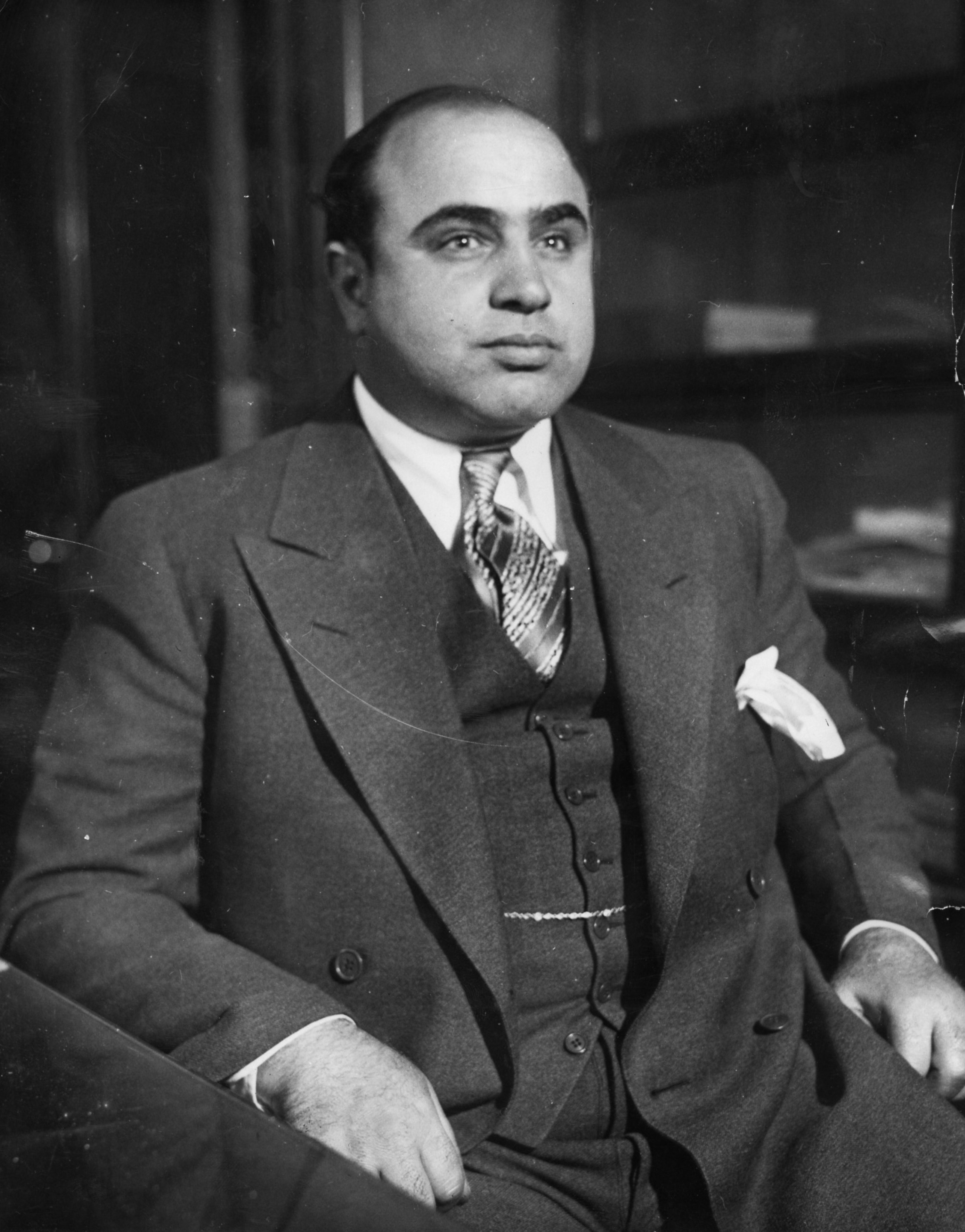
Аль Капоне, один из самых известных криминальных боссов США времён «сухого закона».

Сергей Тимофеев («Сильвестр»), один из самых известных криминальных авторитетов России первой половины 1990-х.

Криминальный авторитет, также криминальный или преступный босс (crime boss), дон (don), главарь банды, вор в законе, крёстный отец (godfather), криминальный или преступный барон (наркобарон), босс мафии (мафиозный босс), пахан, оябун или кумитё — лицо, возглавляющее преступную организацию.

## Описание
Обычно криминальный авторитет имеет полный или почти полный контроль над другими членами организации, и его часто боятся и уважают за хитрость, умение стратегически мыслить, а также личную храбрость, стойкость и безжалостность, которые позволяют им успешно руководить и получать прибыль от преступных действий.
Преступные группы обычно имеют иерархию из двух званий (босс и их солдаты). Другие группы могут иметь более сложную организационную структуру со многими уровнями, а сама структура может отличаться в зависимости от культурных предпосылок. Так, организованные преступные группы Сицилии отличаются структурно от ОПГ материковой Италии. Северо-американские группы могут быть структурированы иначе, чем их европейские коллеги, а латиноамериканские и афроамериканские банды могут отличаться от европейских, свою иерархию имеют ОПГ на постсоветском пространстве. Размер преступной организации также важен, поскольку большие группы, действующие на региональном и национальном уровне, имеют гораздо более сложную иерархию.

## Мафия

Структура мафии.

Босс сицилийской и американской мафии является главой преступной семьи и лицом, принимающим решения. Только босс (boss, underboss or consigliere), младший босс (underboss) или консильери (consigliere) могут принять в семью нового члена. Босс может повышать или понижать в должности членов семьи по своему желанию и имеет исключительную власть санкционировать убийства внутри семьи и за её пределами. Если босс заключён в тюрьму или недееспособен, он обычно сохраняет звание «босса», но может назначить исполняющего обязанности, который отвечает за управление преступной семьёй вместо него. Помимо «босса» и «исполняющего обязанности босса», некоторые семьи иногда официально или неофициально использовали должности подставного босса (front boss) и уличного босса (street boss). «Подставной босс» обычно назначается чтобы действовать как босс, отвлекая внимание полиции от фактического руководителя семьи, действующего за кулисами. «Уличный босс» обычно рассматривается как доверенное лицо или заместитель босса, координирующий, контролирующий и управляющий уличными операциями от имени босса, который предпочитает оставаться за кулисами (либо по собственному желанию, либо не желая привлекать внимание полиции). «Уличные боссы» часто пользуются влиянием, и тогда этот термин может использоваться как синоним «исполняющего обязанности босса» или «подставного босса» в зависимости от обстоятельств. Когда босс умирает, члены преступного клана выбирают нового босса внутри организации.
Типичная структура мафии на Сицилии и в Америке обычно выглядит следующим образом:
- Босс боссов (итал. capo di tutti capi) или «крёстный отец» (итал. padrino) — фраза, используемая СМИ и некоторыми мафиозо для обозначения самого влиятельного босса мафии, хотя сама мафия никогда не признавала эту должность.
- Босс (итал. capomandamento (Коза ностра), итал. capocrimine (Ндрангета), итал. rappresentante, итал. don) — глава преступной семьи[2][7][8].
- Младший босс[англ.] (итал. capo bastone или итал. sottocapo) — заместитель босса. Отвечает за то, чтобы прибыль от преступных действий и предприятий поступала к боссу, и обычно занимается выбором исполнителя для совершения убийств[2][7]. Может возглавлять преступную семью после смерти босса и до тех пор, пока не будет выбран новый босс.
- Консильери (итал. consigliere) — советник или «правая рука» босса. Консильери занимает третье место в иерархии семьи, но, как правило, не имеет капо или солдат, работающих непосредственно на него[2][7]. У преступной семьи обычно есть только один консильери[2].

Босс, младший босс и консильери составляют «администрацию», верхний уровень в иерархии семьи.
Босс обычно отделён от подчинённых ему людей, отдавая им приказы не напрямую, а через посредников, либо младшего босса или консильери, либо капо. Затем приказы передаются по цепочке неспосредственным исполнителям. Подобная практика затрудняет в большинстве случаев правоохранительным органам напрямую обвинить босса в преступлении, поскольку исполнители не могут дать показания против босса.

## Бывший СССР
В СССР сформировалась и сохраняется на постсоветском пространстве своя особенная иерархия преступного мира, не имеющая аналогов в мировой криминальной практике. Её основу составляют «воры в законе» («воры́» или «зако́нники») — члены преступного мира, относящиеся к его элите и пользующиеся значительным авторитетом. Институт «воров в законе» образовался в 1930-х годах и характеризовался наличием жёсткого кодекса (воровского закона), а также исключительным уровнем закрытости и конспиративности.
В отличие от многих других криминальных сообществ, «воры в законе» не имеют чёткого ядра и руководства, постоянно функционирующих отделений; они действует на основах формально полного равенства участников, объединённых жёсткими рамками «блатных» традиций; органом управления данного сообщества является «сходка», принимающая организационные решения, в том числе в форме письменных обращений к преступному миру («воровские прогоны», «малявы», «ксивы»). «Воры в законе» стремятся контролировать осуждённых, отбывающих наказание в исправительных учреждениях, как обращениями, так и подкупом или угрозами.
В число функций воровского сообщества входят сплочение отдельных преступников и их групп, контроль над некоторыми сферами преступной деятельности, разрешение конфликтов в преступной среде, организация и контроль использования общих преступных касс («общаков»), установление и поддержание контактов с преступными организациями зарубежных стран.
«Воры в законе» не являются единой группой (среди них идёт постоянная борьба за власть, выделяются отдельные противостоящие друг другу группировки: «законники», «чёрные» и «красные», «славяне» и «кавказцы», «бубновые» и «пиковые»), однако именно они выполняют в России координирующую функцию, обеспечивают стабильность системы организованной преступности.
Особую опасность представляют те «воры в законе», которые контролируют экономическую преступность и оказывают влияние на политические процессы.